# Es Carbonells
Es Carbonells és una possessió del terme de Llucmajor, Mallorca. Està situada a la Marina, entre les possessions de sa Torre i sa Pobla d'en Verdigo. El 1544 es troba documentada amb el nom de Rafal dels Carbonells.